# Poljavnice
Poljavnice su naseljeno mjesto u sastavu općine Bosanski Novi, Republika Srpska, BiH.

## Zemljopisni položaj
Poljavnice su prigradsko naselje Bosanskog Novog. Početak sela je udaljen oko 2-3 km zapadno od grada.
Samo selo leži svojim donjim dijelom na magistralnom putu Bosanski Novi - Bosanska Kostajnica, te se prostire od rijeke Une u brdoliki predio 20-ak km do sela Mažića i Žuljevice.

## Stanovništvo
| Poljavnice         |                |              |                |
| godina popisa      | 1991.          | 1981.        | 1971.          |
| Srbi               | 1.094 (96,21%) | 997 (90,88%) | 1.155 (94,98%) |
| Muslimani          | 9 (0,79%)      | 2 (0,18%)    | 39 (3,20%)     |
| Hrvati             | 2 (0,17%)      | 1 (0,09%)    | 7 (0,57%)      |
| Jugoslaveni        | 21 (1,84%)     | 95 (8,65%)   | 0              |
| ostali i nepoznato | 11 (0,96%)     | 2 (0,18%)    | 15 (1,23%)     |
| ukupno             | 1.137          | 1.097        | 1.216          |